# Liste der Kulturdenkmäler in Schmißberg
In der Liste der Kulturdenkmäler in Schmißberg sind alle Kulturdenkmäler der rheinland-pfälzischen Ortsgemeinde Schmißberg aufgeführt. Grundlage ist die Denkmalliste des Landes Rheinland-Pfalz (Stand: 12. Juni 2023).

## Einzeldenkmäler
| Bezeichnung | Lage                          | Baujahr                | Beschreibung                                                          | Bild            |
| ----------- | ----------------------------- | ---------------------- | --------------------------------------------------------------------- | --------------- |
| Brunnen     | Hauptstraße, neben Nr. 3 Lage | 1871                   | Laufbrunnen, Sandsteintrog, gusseiserne Brunnensäule, bezeichnet 1871 | BW              |
| Brunnen     | Hauptstraße, bei Nr. 9 Lage   | spätes 19. Jahrhundert | neugotischer Laufbrunnen, Gusseisen, spätes 19. Jahrhundert           | Fotos hochladen |